# Speyeria helena
Speyeria helena är en fjärilsart som beskrevs av Dos Passos och William Grey 1957. Speyeria helena ingår i släktet Speyeria och familjen praktfjärilar. Inga underarter finns listade i Catalogue of Life.